# Culicoides mihunensis
Culicoides mihunensis är en tvåvingeart som beskrevs av Chu 1983. Culicoides mihunensis ingår i släktet Culicoides och familjen svidknott. Inga underarter finns listade i Catalogue of Life.